# اوکراین زیبا
اوکراین زیبا مجموعه ای نقاشی اثر تاراس شوچنکو است که در سال ۱۸۴۴م. خلق شدند. تکنیک این آثار، چاپ اچینگ است و قرار بود مجموعه به صورت ۱۲ اثر در هرسال چاپ شود اما به دلیل مشکلات مالی، این امر صورت نگرفت و تنها یک آلبوم با شش عدد چاپ به پایان رسید. این آثار شاملː در کیف، صومعه ویدوبیچی، شورای کشتی، داستان افسانه‌ای، پیری، و هدایا در چیهیرین هستند.

## گالری

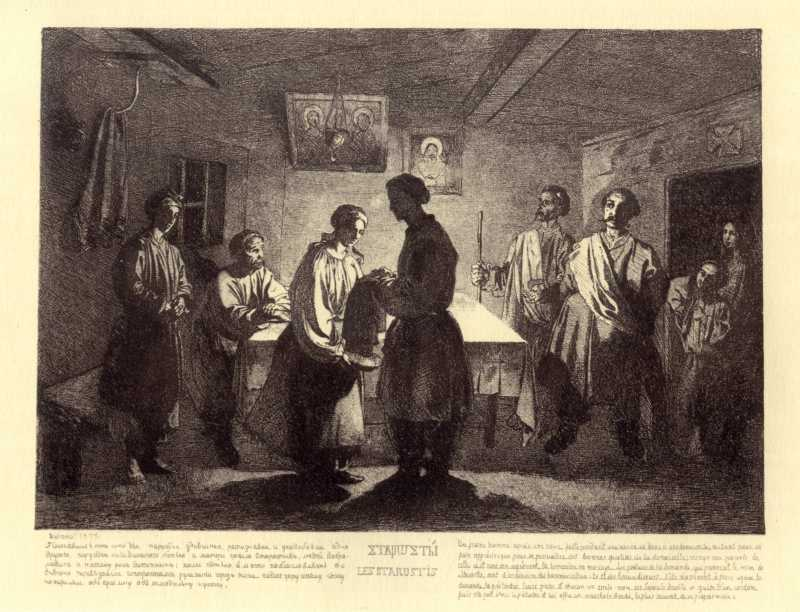
سن پیری
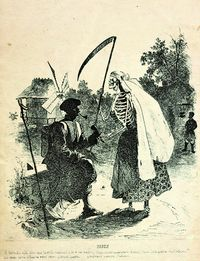
داستان افسانه‌ای
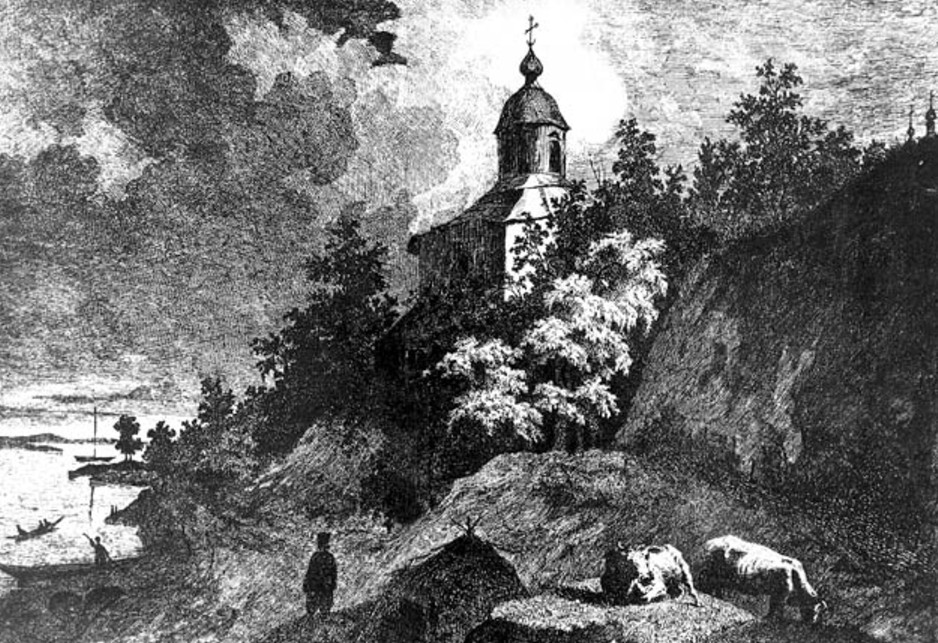
صومعه ودوبیچی
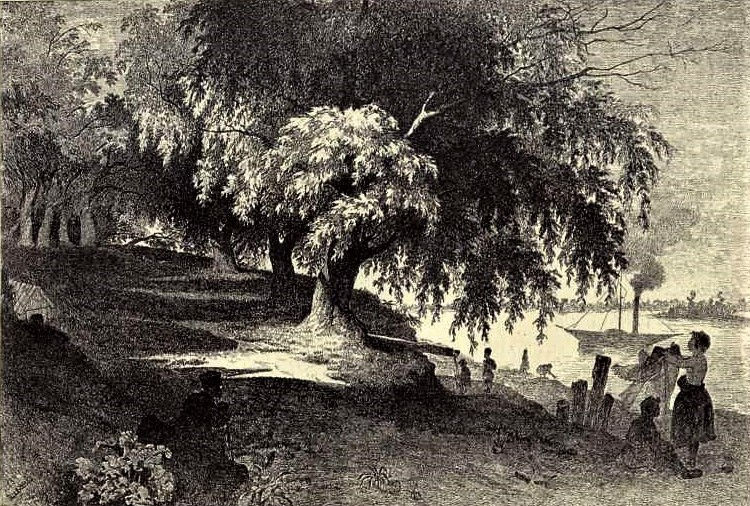
در کیف
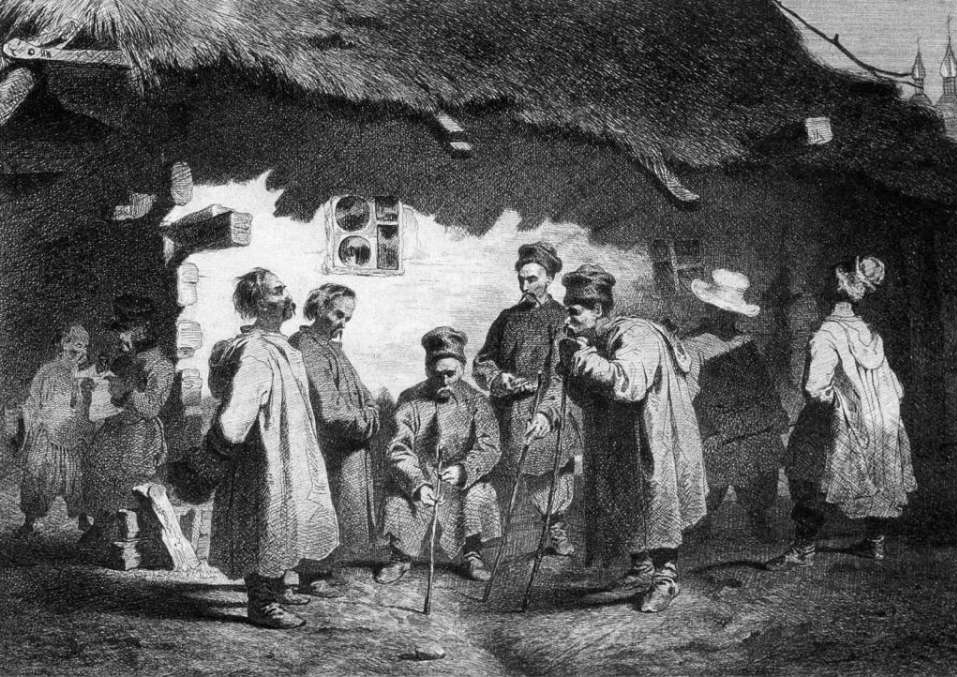
شورای کشتی
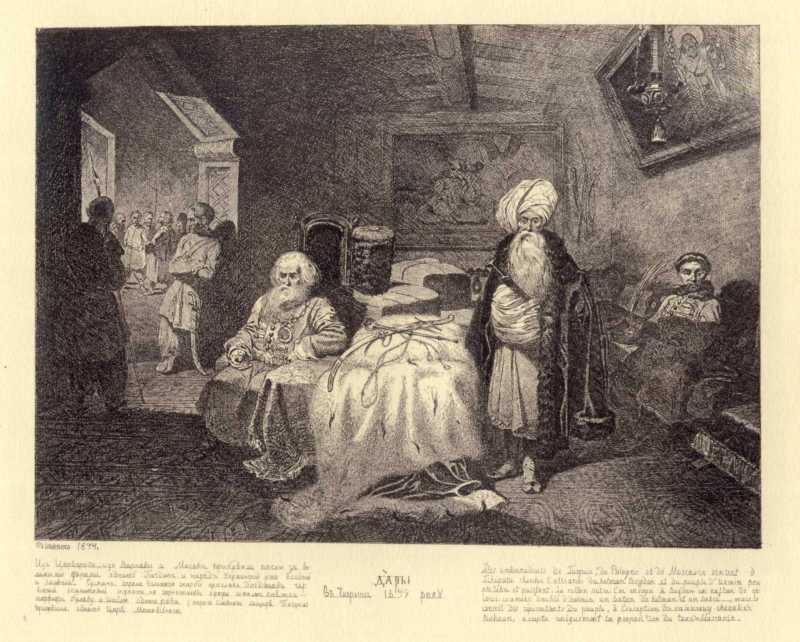
هدایا در چیهیرین